# Dokumentární film
Dokumentární film je druh filmu, jehož hlavním cílem je zprostředkování a dokumentace skutečnosti. Snímáním reality se vymezuje oproti filmu hranému i animovanému. Užívá specifických technik natáčení – snímání volnou kamerou z ruky, skrytou kamerou, kontaktního snímání zvuku, improvizované reakce na probíhající událost, které někdy přejímají i jiné filmové žánry – fiktivní dokument / paradokument (např. Zelenkův Rok ďábla, Bitva o San Pieta) – či napodobují „dokumentární“ způsob snímání, aby zvýšily dojem autentičnosti. Dokumenty se někdy stávají nástrojem propagandy (Leni Riefenstahlová v nacistickém Německu) či manipulace, někdy jsou naopak důležitým svědectvím, manifestem, či druhem investigativní práce.

## Etymologie
Přídavné jméno documentaire – dokumentární se v souvislosti se zobrazováním poprvé objevuje v roce 1879 v jednom z vydání slovníku francouzského jazyka Émila Littrého. Výskyt tohoto pojmu je zde doložen ve dvou dobových časopisech. První případ souvisí s článkem o stavbě slavného pařížského mostu Pont-Neuf v 16. století. Tehdy vzniklo několik projektů a pro lepší posouzení byl každý z nich dopracován také do tvaru realistické malby, aby rozhodující veřejnost mohla díky tomuto „dokumentárnímu hledisku“ lépe posoudit, který z projektů zvolit k realizaci. Ve druhém článku se pojmem documentaire charakterizuje věrnost zobrazení života Arabů v obrazech malíře a spisovatele Eugena Fromentina.
Kontextuálně blízké užití druhému z významů se objevuje také v kinematografii, kdy se tímto pojmem občas označovaly již krátké filmy společnosti bratří Lumiérů natočené v exotických zemích, jejichž cílem bylo přinést svědectví o zcela jiném způsobu života. V desátých letech je vedle cestopisů takto někdy označována ta část kinematografického představení, která obsahovala aktuality.
K trvalejšímu ujmutí se tohoto pojmu došlo až mnohem později, v době, kdy sama kinematografie už našla pro sebe své stabilnější jméno. V únoru 1926 publikoval Skot John Grierson v New York Sun článek věnovaný filmu Američana Roberta Flahertyho Moana (1926), který označil za převratný a jeho nové kvality dosažené autenticity charakterizoval jako „dokumentární“.

## Vývoj dokumentárního filmu

### Těžké začátky

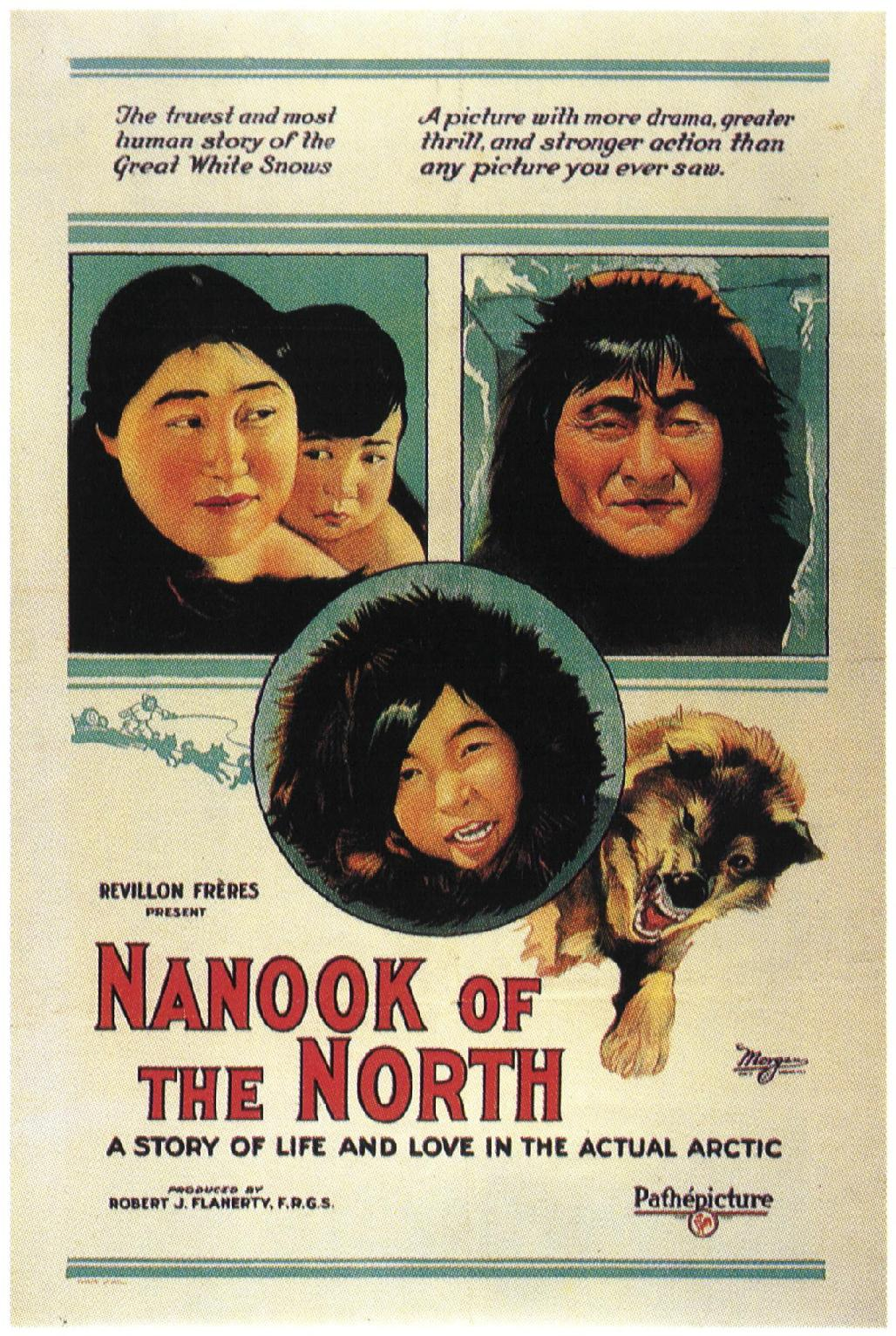
Plakát k Flahertyho dokumentárnímu filmu Nanuk, člověk primitivní

Pomyslná osa základů dokumentárního filmu vede od Lumiérů právě k Flahertymu, který už svým prvním filmem Nanuk, člověk primitivní (Nanook of the North, 1922), natočeným s rodinou Inuitů na kanadském území, otevřel nové horizonty kinematografie, když vytvořil dramaticky klenutý obraz každodenního života lidí žijících v podmínkách drsného severu. S Flahertym vstoupila do kinematografie nejenom nová autenticita, ale i nové využití postupů hraného filmu – kvůli možnosti názorného a esteticky působivého snímání řadu každodenních situací rekonstruoval, byť na autentických místech a s autentickými aktéry. Obrovský úspěch Nanuka zapříčinil vznik dalších celovečerních filmů tohoto typu – nejpodstatnější jsou dva filmy tvůrců prvního King Konga (1933) Meriana C. Coopera a Ernesta B. Schoedsacka Grass: A Nation's Battle for Life (Exodus, 1925) a Chang: A Drama of the Wilderness (Čang, 1927). Sám Flaherty se však již u Moany natočené v Tichomoří setkal s diváckým neúspěchem. Grierson, který psal zmíněný článek během svého Rockeffelerova stipendijního pobytu v USA v letech 1924–1927, kam odjel po absolutoriu filosofie, se následně vrátil do Velké Británie a stal se šéfem filmového oddělení Ministerstva pošt. V období dalších deseti let na této platformě vzniklo téměř padesát dokumentárních filmů, které vytvořily fenomén zvaný Britská dokumentární škola. Grierson, který v USA i ve vlasti zažil postupné rozšiřování demokracie s volebním právem pro ženy a další, dosud nezahrnuté skupiny, současně vnímal obrovské nedostatky společenského vědomí nových voličů a právě v dokumentárním filmu spatřoval nástroj vzdělávání, informování i (sociální) propagandy. Sám Grierson natočil jediný, byť velmi podstatný film The Drifters (Rybáři, 1929), ale z pozice producenta a ideologa vtiskl celé Britské škole zaměření na pozitivní hodnoty sociálního a technického pokroku, věcný přístup i srozumitelnost ve volbě i zpracování témat při současném důrazu na vysoké estetické kvality. Pod jeho vedením realizovala své filmy řada tvůrců, mezi jinými též ve své krátké evropské epizodě sám Flaherty. Během války pobýval Grierson v Kanadě, kde pomohl konstituovat jedno z dalších podstatných ohnisek (nejenom) dokumentární tvorby – National Film Board.

### Sovětská cesta
Esteticky zcela jiný proud konstituce dokumentárního filmu představovala sovětská montážní škola. V mladém Sovětském svazu byl nedostatek filmové suroviny i technického zázemí, v kinech přitom kolovaly ještě ruské předrevoluční filmy i ty ze Západu. Nejdosažitelnějším způsobem, jak omezit jejich ideologický vliv, bylo vytváření jejich přestřihaných verzí. Tato paradoxní zkušenost stovek střihaček – mezi nimi i Esfir Šubové – byla jednou z klíčových iniciací do svobodnějšího přístupu k filmovému médiu. Šubová takto vytvořila i základní kámen dnes zcela běžného žánru tzv. střihového dokumentu, když osobní filmový archiv cara Mikuláše II. přestříhala do prorevolučně koncipovaného díla Paděnije dynastii Romanovych (Pád dynastie Romanovců, 1927). Nositelem zcela převratných impulsů byl s dokumentem nejvíce experimentující Dziga Vertov. K filmu se dostal krátce po revoluci v roce 1919 a na rozdíl od Flahertyho bylo od počátku jeho snahou objevit nové pole vnímání reality skrze dokumentární film. Metou autenticity se mu stal princip „přistižení života při činu“, přičemž nedostatky v zachycení situací, které vyplývaly z respektu k jejich neopakovatelnosti, kompenzovala právě nová montáž. Vertovou ambicí bylo zbavit film nánosů divadelnosti, narativity a řady ustálených schémat vnímání, a dosáhnout takového stavu tvorby i jejího vnímání, který by odpovídal duchu revoluce. V tomto smyslu dával i nová jména starým profesím a jejich funkcím (kamera je kino-oko, kameraman kinook apod.) a pokoušel se o revoluční redefinici starých žánrů. Namísto buržoazních aktualit – týdeníků běžících před hlavním filmem – vytvářel Kino-pravdu, v první polovině 20. let natočil téměř třicet dílů. Ve svých středo a dlouhometrážních filmech, z nichž nejznámější je Muž s kinoaparátem (Čelověk s kinoaparatom, 1929), rozvíjel své koncepce i témata na větších plochách, za neustálého boje s nařčeními z formalismu a nesrozumitelnosti pracujícím masám.

### Další vývoj
K rozvoji dokumentární tvorby ve 30. letech přispěla blížící se válka, během které se dokument stal hlavním nástrojem propagandy. Vlivem těchto událostí byl také v Československu v roce 1937 ustaven první soustavný týdeník Aktualita, přičemž dokument vůbec na českém území nabýval převážně podoby krátkých filmů. Rozvíjel se také vědecký film a pod vlivem západních avantgard vznikly i pozoruhodné pokusy na poli experimentu s různými poetikami. Mezi klíčové předválečné osobnosti patří Jiří Lehovec, Jiří Weiss, Alexander Hackenschmied a Karel Plicka, jehož Zem spieva je i ve světovém kontextu významným příspěvkem konstituce etnografického filmu, jakkoli je Plickovo dílo romantické. V poválečném období docházelo k velkému rozvoji dokumentu, v Československu postupně vznikala centrální instituce Krátký film, která až do počátku devadesátých let vytvářela unikátní – byť ve většině období ideologicky kontrolované – zázemí (nejenom) pro dokumentární tvorbu. Koncem 50. let došlo vlivem technologického skoku (lehké kamery, možnost záznamu kontaktního zvuku) k velkému oživení. Ve Francii vznikla v utopické návaznosti na Vertova Cinéma verité a z něho se postupně konstituoval antropologický dokument, v Británii vzniklo na dokumentárních základech hnutí Free cinema, v Kanadě Candid Eye, v USA Direct cinema, tam ve spojení s rozvojem prvních privátních, ale striktně regulovaných televizních sítí. Od přelomu 60. a 70. let se dokumentární film v celé řadě žánrových variací stal doménou televize a vznikl také čím dál více se oddělující proud filmového, často ryze autorského dokumentu. Pro období do konce 60. let byli vedle jmenovaných klíčovými zakladatelskými osobnostmi Joris Ivens, Frank Capra, Roman Karmen, Lindsay Anderson, Lionel Rogosin, Jean Rouch, Robert Drew, Don A. Pennebaker, bratři Mayslesové, Richard Leacock, Michel Brault, Pierre Perault, Chris Marker, Alain Resnais, Georges Franju, Agnès Varda, Ken Russel, Artavazd Pelešjan, Frederick Wiseman a další, v Československu zejména Evald Schorm, Dušan Hanák, Karel Vachek, Jan Špáta, Miro Bernat, Václav Táborský a Václav Hapl, z teoretiků A. F. Šulc a Antonín Navrátil.

## Český dokument
První české filmové pokusy uskutečnil architekt Jan Kříženecký v roce 1898 a natočil tak současně i první české filmy dokumentární.

### Čeští dokumentaristé
- Jan Kříženecký (1868–1921)
- Karel Plicka (1894–1987)
- Alexander Hackenschmied (Hammid, 1907–2004)
- Jiří Lehovec (1909–1995)
- Václav Táborský (* 1928)
- Věra Chytilová (1929–2014)
- Drahomíra Vihanová (1930–2017)
- Jan Špáta (1932–2006)
- Karel Vachek (1940–2020)
- Ivan Vojnár (* 1942)
- Kristina Vlachová (* 1943)
- Olga Sommerová (* 1949)
- Helena Třeštíková (* 1949)
- Martin Vadas (* 1953)
- Miroslav Janek (* 1954)
- Pavel Koutecký (1956–2006)
- Alice Růžičková (* 1966)
- Vít Janeček (* 1970)
- Robert Sedláček (* 1973)
- Filip Remunda (* 1973)
- Martin Mareček (* 1974)
- Erika Hníková (* 1976)
- Lucie Králová (* 1978)
- Vít Klusák (* 1980)

### Festivaly
- Academia Film Olomouc (AFO) –  festival dokumentárních filmů (od 1966), s mezinárodní účastí (od 1992)
- Mezinárodní festival dokumentárních filmů Ji.hlava
- Jeden svět – Praha
- Ekofilm – České Budějovice a Český Krumlov
- Ekotopfilm – mezinárodní festival dokumentárních filmů o udržitelném rozvoji, v Praze a dalších českých městech